# Elkalyce coretas
Elkalyce coretas är en fjärilsart som beskrevs av Ferdinand Ochsenheimer 1808. Elkalyce coretas ingår i släktet Elkalyce och familjen juvelvingar. Inga underarter finns listade i Catalogue of Life.